# Arrampicata sportiva ai Giochi europei
La arrampicata sportiva è inserita nel programma dei Giochi europei dalla terza edizione che si è svolta nel 2023.

## Edizioni
| Giochi | Anno | Sede     | Gare |
| ------ | ---- | -------- | ---- |
| III    | 2023 | Cracovia | 6    |

## Medagliere complessivo
Aggiornato alla terza edizione
| Pos.   | Paese     | Oro | Argento | Bronzo | Totale |
| ------ | --------- | --- | ------- | ------ | ------ |
| 1      | Francia   | 4   | 1       | 0      | 5      |
| 2      | Polonia   | 1   | 1       | 1      | 3      |
| 3      | Austria   | 1   | 0       | 1      | 2      |
| 4      | Italia    | 0   | 2       | 1      | 3      |
| 5      | Grecia    | 0   | 1       | 0      | 1      |
| 5      | Lettonia  | 0   | 1       | 0      | 1      |
| 7      | Svizzera  | 0   | 0       | 1      | 1      |
| 7      | Rep. Ceca | 0   | 0       | 1      | 1      |
| 7      | Slovenia  | 0   | 0       | 1      | 1      |
| Totale | Totale    | 6   | 6       | 6      | 18     |